# Micromorphus bifrons
Micromorphus bifrons är en tvåvingeart som beskrevs av Robinson 1964. Micromorphus bifrons ingår i släktet Micromorphus och familjen styltflugor.
Artens utbredningsområde är Iowa. Inga underarter finns listade i Catalogue of Life.